# 規制投資会社
RIC (Regulated Investment Company) は、投資家の保護のため1940年に制定された投資会社法によりコーポレート・ガバナンスに係る厳しい規制をクリアした法人であり、ミューチュアル・ファンドの組成形態としては最も活用されている法形式である。日本では主に規制投資会社と訳され、俗称では「リック」などと呼ばれる。
日本で1998年（平成10年）の証券投資信託及び証券投資法人に関する法律（「投信法」）により導入された証券投資法人は、アメリカのRICを範としたものである。
投資信託において、投資された資金の受入先の形態は、契約型と会社型に大別できる。日本では、従来契約型しか見受けられなかったが金融ビッグバンにより、会社型が導入された。これが、証券投資法人である。これは平成12年に投資法人に改組され、有価証券のみならず、不動産等の「特定資産」を広く投資対象となし得ることになり、これが日本における不動産投資信託（J-REIT）開始の道を開いた。
会社型の投資信託のメリットは、設立された投資法人の株式（投資法人においては「投資口」という）を投資家（例えば、保険会社などの機関投資家）が購入し、株主総会（投資法人においては「投資主総会」という）を通じてより効率的な資金運用を可能とすることなどが挙げられる。